# Krupin (Prostki)
Krupin (deutsch Krupinnen, 1938 bis 1945 Kleinwittingen) ist ein Dorf in der polnischen Woiwodschaft Ermland-Masuren, das zur Landgemeinde Prostki (Prostken) im Powiat Ełcki (Kreis Lyck).

## Geographische Lage
Krupin liegt im südlichen Osten der Woiwodschaft Ermland-Masuren, 15 Kilometer südlich der Kreisstadt Ełk (Lyck).

## Geschichte
Das Gründungsjahr des ein paar kleine Gehöfte umfassenden Dorfes Krupinnen ist 1529. 
Im Jahr 1874 wurde es in den neu errichteten Amtsbezirk Ostrokollen (1938 bis 1945 Scharfenrade, polnisch Ostrykół) eingegliedert, der bis 1945 bestand und zum Kreis Lyck im Regierungsbezirk Gumbinnen (ab 1905: Regierungsbezirk Allenstein in der preußischen Provinz Ostpreußen) gehörte. 
1910 zählte Krupinnen 50 Einwohner. In dieser Zeit verlor das Dorf seine Eigenständigkeit und wurde in die Landgemeinde Popowen (1938 bis 1945 Wittingen, polnisch Popowo) eingemeindet. Sie war Teil des Amtsbezirks Borken im Kreis Lyck. 
Aufgrund der Bestimmungen des Versailler Vertrags stimmte die Bevölkerung im Abstimmungsgebiet Allenstein, zu dem Krupinnen gehörte, am 11. Juli 1920 über die weitere staatliche Zugehörigkeit zu Ostpreußen (und damit zu Deutschland) oder den Anschluss an Polen ab. In Krupinnen stimmten 20 Einwohner für den Verbleib bei Ostpreußen, auf Polen entfiel keine Stimme.
Am 3. Juni 1938 erhielt Krupinnen die politisch-ideologisch motivierte Umbenennung in „Kleinwittingen“.
In Kriegsfolge kam das Dorf 1945 mit dem gesamten südlichen Ostpreußen zu Polen und erhielt die polnische Namensform „Krupin“. Heute ist der Ort Sitz eines Schulzenamtes (polnisch Sołectwo) und somit eine Ortschaft im Verbund der Gmina Prostki (Prostken) im Powiat Ełcki (Kreis Lyck), bis 1998 der Woiwodschaft Suwałki, seither der Woiwodschaft Ermland-Masuren zugehörig.

## Religionen
Bis 1945 war Krupinnen resp. Kleinwittingen in die evangelische Kirche Ostrokollen (1938 bis 1945 Scharfenrade, polnisch Ostrykół) in der Kirchenprovinz Ostpreußen der Kirche der Altpreußischen Union sowie in die römisch-katholische Kirche St. Adalbert in Lyck (polnisch Ełk) im Bistum Ermland eingepfarrt.
Heute gehört Krupin katholischerseits zur Kirche in Ostrykół der Pfarrei Prostki im Bistum Ełk der Römisch-katholischen Kirche in Polen. Die evangelischen Einwohner halten sich zur Kirchengemeinde in Ełk, einer Filialgemeinde der Pfarrei in Pisz (deutsch Johannisburg) in der Diözese Masuren der Evangelisch-Augsburgischen Kirche in Polen.

## Verkehr
Krupin ist von Prostki an der polnischen Landesstraße 65 (einstige deutsche Reichsstraße 132) aus erreichbar. Außerdem führt von Kobylin (Gut Kobylinnen, 1938 bis 1945 Kobilinnen) aus eine Nebenstraße in den Ort.
Die nächste Bahnstation ist Prostki an der Bahnstrecke Głomno–Białystok, die heute jedoch nur noch ab Korsze (Korschen) regulär befahren wird.